# Oscar Rosander
Oscar Rosander (* 25. Juli 1901 in Eksjö, Schweden; † 7. Mai 1971 in Las Palmas, Gran Canaria, Spanien) war ein schwedischer Schnittmeister, der die Endfassung von über 150 heimischen Filmproduktionen herstellte. Mitte der 1940er Jahre versuchte er sich auch dreimal als Filmregisseur.

## Leben und Wirken
Rosander ging in Jönköping zur Schule und begann anschließend ein Studium der Philosophie an der Universität von Uppsala, das er 1925 mit einem Magister Artium abschloss. Weitere Studien betrieb Rosander an den Hochschulen von München, Grenoble, Jena und Greifswald. Anschließend begann er als Sprachlehrer und Dolmetscher zu arbeiten und beteiligte sich an der Synchronisation fremdsprachiger Filme ins Schwedische. In dieser Zeit (frühe Tonfilmjahre) trat er mit einer kleinen Rolle 1931 auch erstmals vor die Kamera.
1935 wechselte Oscar Rosander zum Filmschnitt, dem er sich fortan primär widmen sollte, und bearbeitete im kommenden Vierteljahrhundert eine Fülle von Filmen, die sich in seiner Heimat zum Teil großer Beliebtheit erfreuten. Internationale Bedeutung erlangten vor allem eine Reihe von Inszenierungen des jungen Ingmar Bergman, den er 1944 als Drehbuchautor bei Alf Sjöbergs viel beachtetem Schuldrama Die Hörige kennen lernte. Diese Kooperation währte bis 1960, im Jahr darauf zog sich der 60-jährige Oscar Rosander bereits aus dem Filmgeschäft zurück und verbrachte seinen Lebensabend auf der Kanareninsel Gran Canaria.

## Filmografie
Als Schnittmeister wenn nicht anders angegeben
- 1931: Skepp Ahoj! (nur Rolle)
- 1935: Die Sünde wider das Leben (Valborgsmässoafton)
- 1936: 33.333
- 1936: Äventyret
- 1936: Intermezzo
- 1936: Konflikt
- 1937: Sara lär sig folkvett
- 1937: Vi går landsvägen
- 1938: Fram för framgång
- 1938: Blixt och dunder
- 1938: Dollar
- 1939: Landstormens lilla Lotta
- 1939: Kadettkamrater (auch Auftritt)
- 1939: Liebe – Männer – und Harpunen (Valfångare)
- 1939: Stål
- 1940: Stora famnen
- 1940: Snurriga familjen
- 1941: Gentlemangangstern
- 1941: Frechheit siegt (Fröken Vildkatt)
- 1941: Donungen
- 1942: Sexlingar
- 1942: Jacobs stege
- 1942: Rid i natt!
- 1942: Himmelsspiel (Himlaspelet)
- 1943: Katrina
- 1943: Lille Napoleon
- 1943: Natt i hamn
- 1943: Ordet
- 1944: Kejsarn av Portugallien
- 1944: Die Hörige (Hets)
- 1945: Galgmannen
- 1945: Vandring med månen
- 1945: Resan bort
- 1945: Blaue Jacken (Blajackor)
- 1946: So ein Pechvogel (Pengar – en tragikomisk saga)
- 1946: Kris
- 1946: Ballongen
- 1947: Rallare
- 1947: Frau ohne Gesicht (Kvinna utan ansikte)
- 1947: Station Afrika (Jag är med eder…)
- 1948: Eva (Eva)
- 1948: Hafenstadt (Hamnstad)
- 1948: Schütze Bumm in Nöten (Soldat Bom)
- 1949: Durst (Törst) (auch Auftritt)
- 1949: Rya-Rya – Nur eine Mutter (Bara en mor)
- 1949: Kärleken segrar
- 1949: Kvinna i vitt
- 1949: An die Freude (Till glädje)
- 1950: Medan staden sover
- 1950: Fästmö uthyres
- 1951: Frånskild
- 1951: Einen Sommer lang (Sommarlek)
- 1951: Elddonet
- 1951: Schütze Bumm wird Zollinspektor (Tull-Bom)
- 1952: Trots
- 1952: Sehnsucht der Frauen (Kvinnors väntan)
- 1952: Gefahren der Liebe (Möte med livet)
- 1953: Glasberget
- 1954: Lektion in Liebe (En lektion i kärlek)
- 1954: Gabrielle
- 1954: Ein hoher Preis (Seger i mörker)
- 1954: Verlorene Liebe (Herr Arnes penningar)
- 1955: Stampen
- 1955: Våld
- 1955: Das Lächeln einer Sommernacht (Sommarnattens leende)
- 1956: Junge Herzen im Sturm (Sista paret ut)
- 1956: Storpan
- 1956: Heiß war meine Sehnsucht (Sången om den eldröda blomman)
- 1957: Nattens ljus
- 1957: Wilde Erdbeeren (Smultronstället)
- 1958: Das Dorf am Fluß (Dorp aan de rivier)
- 1958: Das Gesicht (Ansiktet)
- 1958: Jazzgossen
- 1959: Bara en kypare
- 1959: Mälarpirater
- 1959: Die Jungfrauenquelle (Jungfrukällan)
- 1960: Das Teufelsauge (Djävulens öga)
- 1960: Karneval
- 1961: Two Living, One Dead
- 1961: Eventyr på Mallorca

Als Regisseur:
- 1945: En resa på Dal
- 1946: Uddeholm
- 1946: Stockholms slott